# Juan Ramírez de Arellano

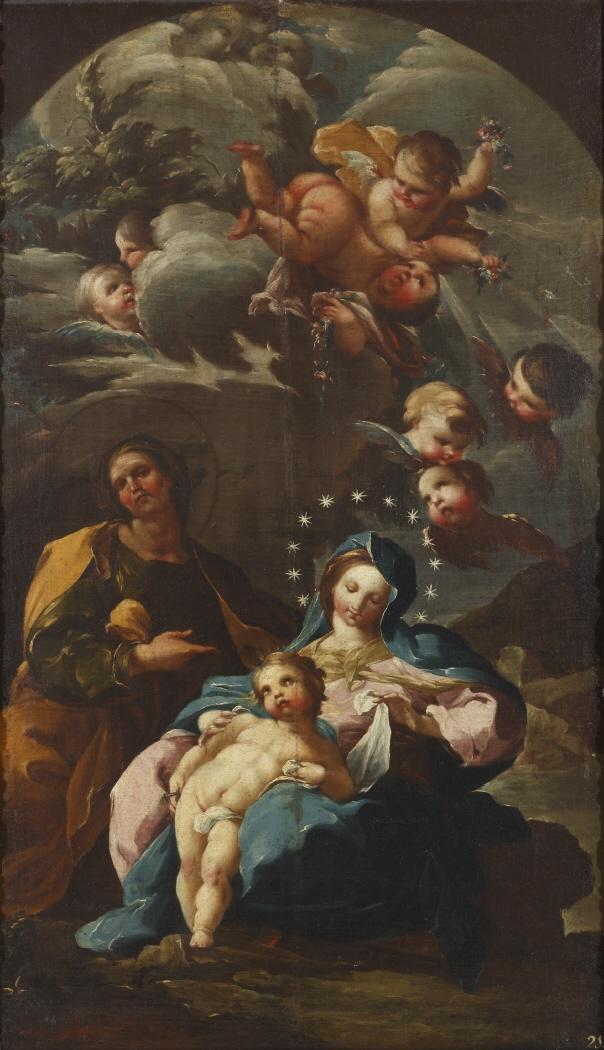
Fecioara și Pruncul cu Sfânta Ana de Juan Ramírez de Arellano,, 1755

Juan Ramírez de Arellano (n. 1730, Zaragoza, Aragon, Spania – d. 1782, Zaragoza, Aragon, Spania) a fost un pictor spaniol baroc.
Ramírez a fost membru al unei familii de artiști din Aragon. A fost fiul sculptorului Juan Ramírez Mejandre⁠(d) și fratele sculptorului José Ramírez de Arellano⁠(d), care l-a ajutat la colorarea unora dintre lucrările sale pentru bisericile din Zaragoza. S-a format mai întâi cu José Luzán⁠(d), iar mai târziu s-a mutat la Madrid cu conaționalul său, Pablo Pernicharo. Lucrările sale arată, de asemenea, o influență a lui Corrado Giaquinto⁠(d).
Printre puținele lucrări cunoscute realizate de Arellano, se numără Fecioara și Pruncul cu Sf. Ana (Muzeul Național al Romantismului⁠(d) și schița din Muzeul Prado) care, în ciuda faptului că a fost semnată J. Ra z, a fost revendicată în trecut tânărul Francisco Goya. De asemenea, a pictat un portret al regelui Carol al III-lea al Spaniei (Real Academia de Bellas Artes de San Fernando).